# Tonna (Allemagne)
Pour les articles homonymes, voir Tonna (homonymie).
Tonna est une commune allemande de l'arrondissement de Gotha en Thuringe, siège de la communauté d'administration Fahner Höhe (Verwaltungsgemeinschaft Fahner Höhe).

## Géographie

Situation de la commune (en rouge) dans l'arrondissement de Gotha

Tonna est située au nord de l'arrondissement, dans le bassin de Thuringe à l'ouest des collines de Fahner, à la limite avec l'arrondissement d'Unstrut-Hainich, à 7 km à l'est de Bad Langensalza et à 20 km au nord de Gotha, le chef-lieu de l'arrondissement. La commune tient son nom de la rivière Tonna, affluent de l'Unstrut.
Tonna est le siège de la communauté d'administration Fahner Höhe, la commune est composée des deux villages de Gräfentonna (siège de la commune) et de Burgtonna.
Communes limitrophes (en commençant par le nord et dans le sens des aiguilles d'une montre) : Bad Langensalza, Großvargula, Döllstädt, Eschenbergen et Ballstädt.

## Histoire
La première mention du village de Gräfentonna date de 775 sous le nom de Tonnaha. Burgtonna apparaît en 874. Erphod, un noble franconien est cité en 860 comme premier comte de Tonna. Le comte Busso bâtit en 1030 un château dans le village de Burgtonna qui sera détruit en 1249, le village passant alors dans la possession des landgraves de Thuringe.
De 1089 à 1631, Gräfentonna est propriété des comtes de Tonna qui deviennent en 1173, après avoir acheté le château de Gleichen, comtes de Gleichen. Ils font édifier le château de Kettenburg dans le village qui leur sert de résidence. En 1640, Gräfentonna devient propriété des comtes de Waldeck avant de passer sous la domination de Frédéric Ier de Saxe-Gotha-Altenbourg en 1677.
Gräfentonna et Burgtonna font alors partie du duché de Saxe-Cobourg-Gotha (cercle de Gotha). L'ancien château de Kettenburg est transformé en prison en 1861, ce qu'il sera jusqu'en 1991. En 1897, Gräfentonna est relié au réseau ferré.
En 1922, après la création du land de Thuringe, Gräfentonna et Burgtonna sont intégrées au nouvel arrondissement de Gotha avant de rejoindre le district d'Erfurt en 1949 pendant la période de la République démocratique allemande jusqu'en 1990.
Les communes de Gräfentonna et Burgtonna fusionnent pour former la nouvelle commune de Tonna.

## Démographie
Commune de Tonna :
| 1910  | 1933  | 1939  | 1995  | 2000  | 2005  | 2010  |
| ----- | ----- | ----- | ----- | ----- | ----- | ----- |
| 2 676 | 2 873 | 3 271 | 2 924 | 2 936 | 2 907 | 2 797 |

## Politique
À l'issue des élections municipales du 7 juin 2009, le Conseil municipal, composé de 14 sièges, est composé comme suit :
| Parti     | Nombre de conseillers | Pourcentage de voix |
| --------- | --------------------- | ------------------- |
| CDU       | 8                     | 53,6 %              |
| SPD       | 4                     | 33,6 %              |
| Die Linke | 2                     | 12,8 %              |

## Communications
Tonna est desservie par ligne ferroviaire Erfurt-Bad Langensalza (Erfurter Bahn 1).
La commune est traversée par la route nationale B176 Bad Langensalza-Andisleben qui rejoint la B4 vers Erfurt. La route régionale L2128 rejoint au nord la commune de Großvargula et unit Gräfentonna et Burgtonna avant de se diriger au sud vers Ballstädt et Gotha par la L1027.

## Monuments
- Ancien château de Kettenburg.

## Personnalités liées à la ville
- Charlotte-Marie de Saxe-Iéna (1669-1703), duchesse de Saxe-Weimar morte à Gräfentonna.
- Guillaume de Saxe-Gotha-Altenbourg (1701-1771), militaire mort à Tonna.
- Friederike Brun (1765-1835), écrivaine née à Gräfentonna.
- Friedrich Carl Ludwig Sickler (1773-1836), égyptologue né à Gräfentonna.
- Friedrich Hirth (1845-1927), sinologue né à Gräfentonna.
- Rudolf Hirth du Frênes (1846-1916), peintre né à Gräfentonna.
- Georg Hirth (1851-1916), écrivain né à Gräfentonna.